# 18838 Shannon
18838 Shannon (1999 OQ) là một tiểu hành tinh vành đai chính được phát hiện ngày 18 tháng 7 năm 1999 bởi L. Šarounová và Peter Kušnirák ở Đài thiên văn Ondřejov.